# Bryocrypta deepica
Bryocrypta deepica är en tvåvingeart som först beskrevs av Rao 1956.  Bryocrypta deepica ingår i släktet Bryocrypta och familjen gallmyggor. Inga underarter finns listade i Catalogue of Life.